# Vishrampur
Vishrampur là một thị trấn thống kê (census town) của quận Surguja thuộc bang Chhattisgarh, Ấn Độ.

## Nhân khẩu
Theo điều tra dân số năm 2001 của Ấn Độ, Vishrampur có dân số 12.366 người. Phái nam chiếm 53% tổng số dân và phái nữ chiếm 47%. Vishrampur có tỷ lệ 77% biết đọc biết viết, cao hơn tỷ lệ trung bình toàn quốc là 59,5%: tỷ lệ cho phái nam là 83%, và tỷ lệ cho phái nữ là 70%. Tại Vishrampur, 12% dân số nhỏ hơn 6 tuổi.